# Le Joueur d'échecs (film, 1960)
Pour plus de détails, voir Fiche technique et Distribution.
Le Joueur d'échecs (Schachnovelle) est un film allemand réalisé par Gerd Oswald, sorti en 1960, basé sur une nouvelle intitulée Le Joueur d'échecs (Schachnovelle en version originale), écrite par Stefan Zweig et publiée à titre posthume.

## Synopsis
Le champion du monde d'échecs, Mirko Czentovic (joué par Mario Adorf) se rend par bateau à un grand tournoi auquel il doit prendre part. Cependant, le départ de celui-ci est retardé car un mystérieux passager n'est pas encore monté à bord. Pendant le voyage, plusieurs passagers proposent une partie d'échecs au maître, qui finit par accepter, plutôt à contrecœur et après avoir négocié de l'argent pour chaque partie. Sans surprise, les opposants de Czentovic se retrouvent très rapidement en difficulté, bien que jouant à plusieurs. C'est à ce moment que le mystérieux passager fait son entrée, intervenant dans la partie pour aider le petit groupe. Pour la première fois, le champion commence à marquer un intérêt certain pour la partie et plus particulièrement pour cet homme, qu'il est certain de n'avoir jamais rencontré dans aucun tournoi important malgré un niveau de jeu comparable au sien.
C'est à ce moment que le flashback commence : Vienne, 1938, peu avant l'Anschluss. Werner von Basil (Curd Jürgens), un célèbre avocat autrichien, cache des pièces d'art et autres avec l'aide de Bischof Ambrosse afin d'éviter que ceux-ci soient volés par les gens qui occupent le pouvoir. Bischof Ambrosse essaie de prévenir von Basil qu'il est suspecté mais ce dernier ne prend pas les menaces au sérieux. Lors d'une fête organisée par von Basil, un homme de la Gestapo, Hans Berger (Hansjörg Felmy) essaie d'obtenir des informations sur la location des trésors par le biais de sa petite amie danseuse, Irene Andreny (Claire Bloom) mais Berger se rend vite compte que son plan ne fonctionne pas. C'est à ce moment qu'il décide d'emprisonner von Basil en cellule d'isolement afin de le briser et ainsi de l'amener à fournir des informations. Ainsi on lui retire tous ses effets personnels, toute distraction lui est ôtée, il est seul avec lui-même. L'unique chose qui varie dans sa routine est la visite du gardien, « Face-de-lune » qui vient lui apporter à manger et le raser. Un jour, alors que Berger le fait venir à lui pour un interrogatoire, von Basil réussit à dérober ce qu'il pense sur le coup être un livre. Il découvrira plus tard qu'il ne s'agit en réalité que d'un ouvrage traitant du jeu d'échecs. Aux premiers abords très déçu, il finit tout de même par s'intéresser au livre étant donné qu'il n'a rien d'autre à disposition. Il apprend ainsi petit à petit à maîtriser le jeu et même s'il est piètre joueur au début, à force de s'entrainer il acquiert une pratique certaine : il va même jusqu'à confectionner des pions avec de la mie de pain pour pouvoir jouer sur son édredon, dont le motif rappelle évidemment le plateau de l'échiquier. Cependant, Berger finit par se rendre compte de l'occupation de son prisonnier et lui retire le livre. Pour combler à son manque, von Basil commence à reproduire les parties mentalement, ce qui le force à une concentration extrême et finit par le rendre fou : il scinde son esprit en deux afin de représenter le dualisme blanc/noir retrouvé dans le jeu d'échecs. Irène essaie de le faire délivrer, ce qui finit par arriver mais on découvre alors que von Basil souffre d'une grave dépression nerveuse.
Fin du flashback, retour à l'intrigue principale sur le bateau où les passagers jouent une nouvelle partie contre Czentovic. Mais cette partie fait remonter chez von Basil de mauvais souvenirs et il s'emporte, confondant le champion avec ses anciens geôliers et finit par perdre la partie. À ce moment arrive Irène qui le rassure et tous deux s'éloignent de la table, on comprend ainsi qu'elle a quitté Berger pour von Basil.

## Fiche technique
- Titre original : Schachnovelle
- Réalisation : Gerd Oswald
- Scénario : Harold Medford, Gerd Oswald et Herbert Reineckern d'après le roman de Stefan Zweig
- Photographie : Günther Senftleben
- Musique : Hans-Martin Majewski
- Montage : K.M. Ecksein
- Décors : Wolf Englert et Ernst Richter
- Costumes : Ursula Stutz
- Son : Bernard Reicherts
- Pays de production :  Allemagne de l'Ouest
- Format :
- Genre : Film dramatique[1]
- Durée : 104 minutes
- Date de sortie : 1960

## Distribution
- Curd Jürgens : le comte Werner von Basil
- Claire Bloom : Irene Andreny
- Hansjörg Felmy : Hans Berger
- Mario Adorf : Mirko Czentovic
- Hans Söhnker : Bischof Ambrosse
- Albert Bessler : un scientifique
- Rudolf Forster : le directeur de l'hôtel
- Alan Gifford : Mac Iver
- Jan Hendriks : un officier
- Albert Lieven : Hartmann
- Harald Maresch : le maître de ballet
- Dietmar Schönherr : le rabbin
- Karel Stepanek : Baranow
- Wolfgang Wahl : « Face-de-Lune »
- Dorothea Wieck : Gräfin
- Rijk de Gooyer : le secrétaire de Berger
- Susanne Körber-Harlan : Junge Dame

## Autour du film
- Ce film retrace en premier lieu le parcours du personnage Werner von Basil au travers d'une intrigue plus large. En effet, le film est tourné, comme le livre, sur le principe de mise en abyme : le spectateur se retrouve plongé dans des flashbacks appartenant au conte von Basil au milieu d'une intrigue principale, à savoir le voyage en bateau et la partie d'échecs qui a déclenché les souvenirs de ce dernier.
- Il existe beaucoup de parallèles avec le livre : le réalisateur s'est montré plutôt fidèle à l'édition originale dans son adaptation.
- On trouve dans le film beaucoup de références à l'échiquier[2].
- Le film est décrit comme un « film intellectuel très ambitieux » par le Dictionnaire du Cinéma[3].